# Gurania brevisepala
Gurania brevisepala är en gurkväxtart som beskrevs av José Cuatrecasas. Gurania brevisepala ingår i släktet Gurania och familjen gurkväxter. Inga underarter finns listade i Catalogue of Life.